# Peace (band)

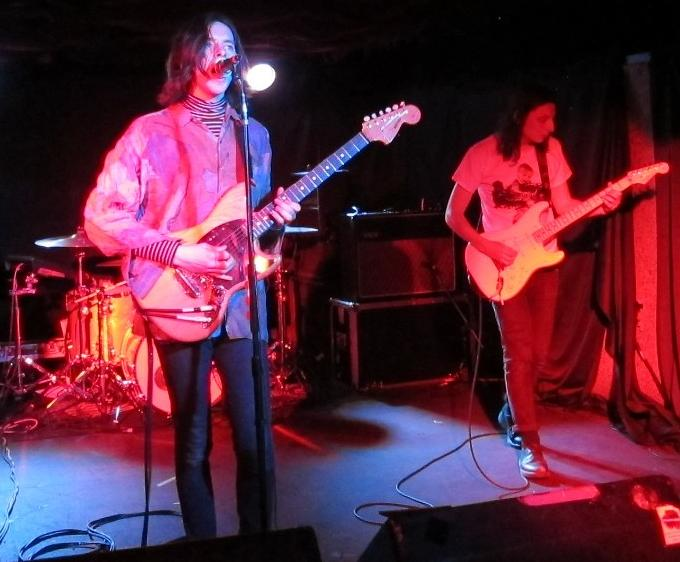
Peace in Colorado, 2013

Peace is een Engelse indierockband uit Worchester. Broers Harry en Samuel Koisser richtten de band in 2009 op met samen met Douglas Castle en Dominic Boyce. Op 7 september 2012 kwam hun eerste EP uit, Delicious.
In december 2012 ontving de band een nominatie voor de Sound of 2013, een poll van de BBC. In 2013 treden ze op bij ShockWaves NME Awards Tours, een tour dat elk jaar wordt georganiseerd door NME met verscheidende Britse artiesten. Ook speelden ze op Lowlands 2013.
Op 14 juni 2015 speelden ze op Pinkpop 2015 op Stage 4.